# Цюнлайшань
Цюнлайшань (кит. упр. 邛崃山, пиньинь Qiónglái shān) — горный хребет в Китае, часть Сино-Тибетских гор.

## География
Горы Цюнлай находятся в Нгава-Тибетско-Цянском автономном округе провинции Сычуань. Они протянулись с севера на юг примерно на 250 км. Высочайшая точка — находящаяся в южной части хребта гора Сыгуняншань (6250 м).
Горы Цюнлай являются водоразделом двух крупных рек провинции Сычуань: к востоку от них протекает река Миньцзян, а к западу — река Дадухэ.

## Галерея

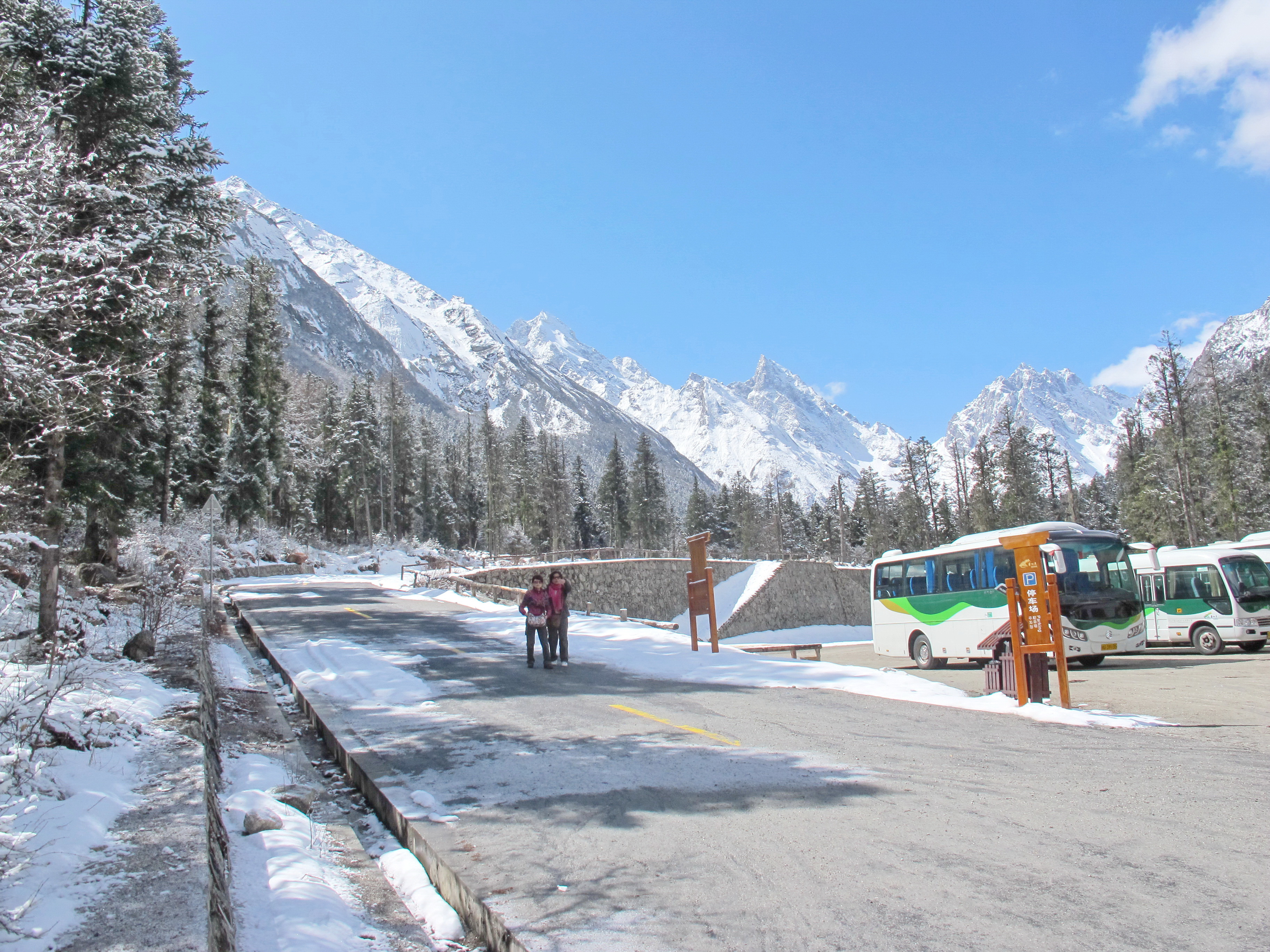
Север хребта
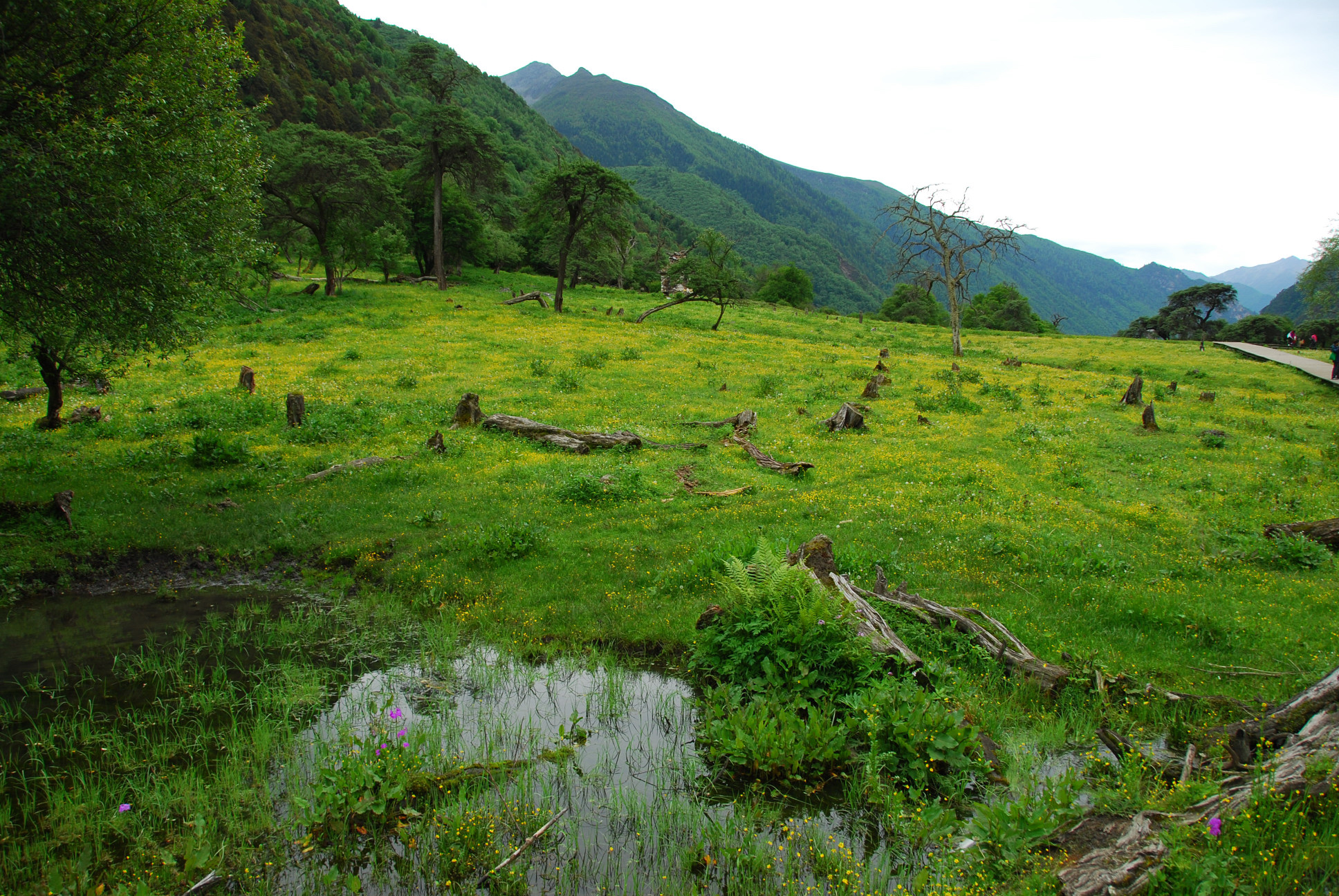
Уезд Сяоцзинь западнее Сыгуняншаня
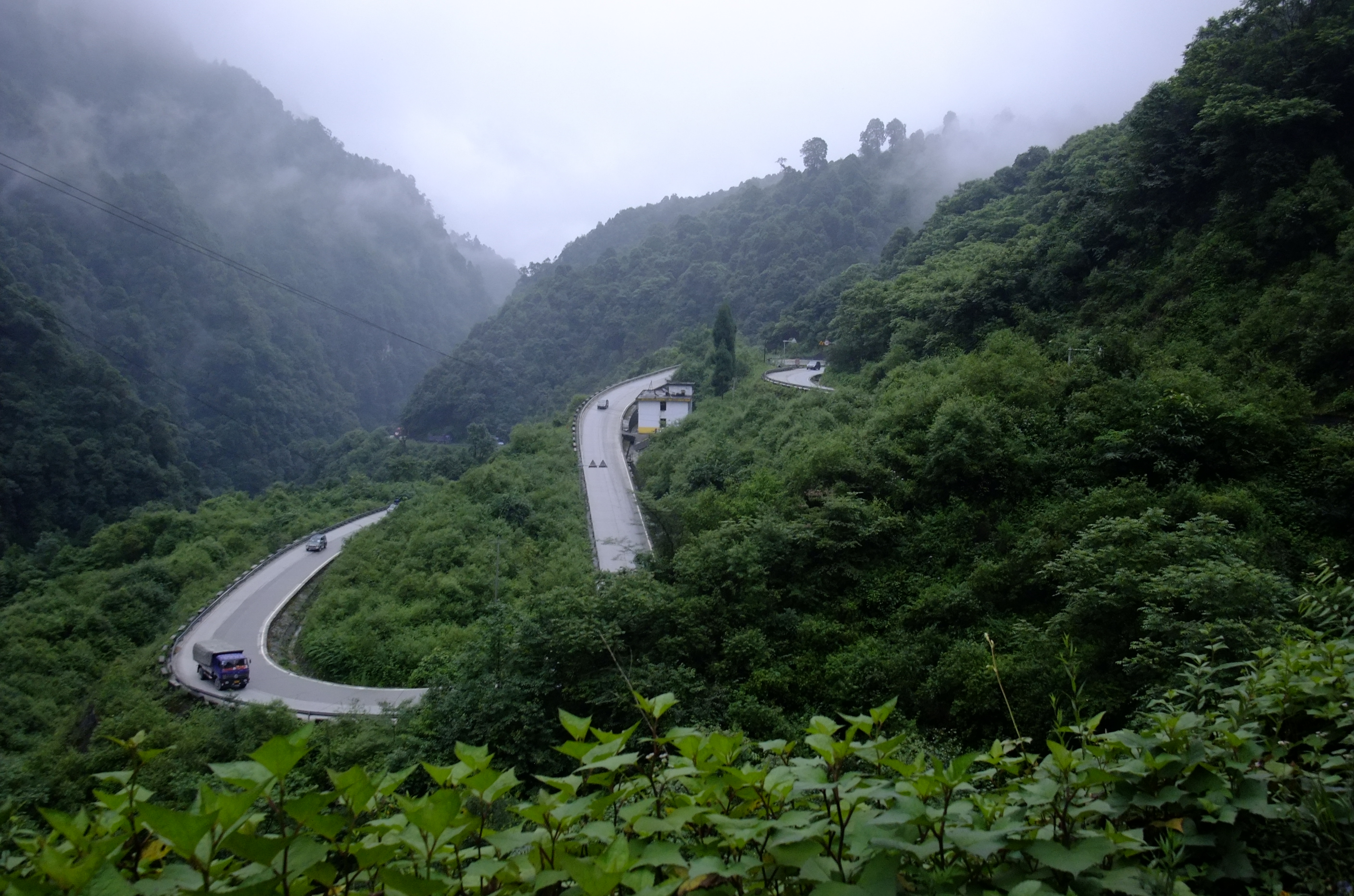
Юг хребта